# Symplecta elongata
Symplecta elongata är en tvåvingeart som beskrevs av Friedrich Hermann Loew 1874. Symplecta elongata ingår i släktet Symplecta och familjen småharkrankar.
Artens utbredningsområde är Iran. Inga underarter finns listade i Catalogue of Life.